# Xerosicyos
Xerosicyos is een geslacht uit de komkommerfamilie (Cucurbitaceae). Het geslacht bestaat uit vier soorten die endemisch zijn in Madagaskar. De botanische naam is afkomstig van de Griekse woorden xeros (droge) en sicyos (komkommer).
In Nederland heeft de Botanische Tuin Kerkrade planten uit dit geslacht in zijn collectie.

## Soorten
- Xerosicyos danguyi
- Xerosicyos decaryi
- Xerosicyos perrieri
- Xerosicyos pubescens